# Adam Gilchrist
Adam Craig Gilchrist (Bellingen, New South Wales, Australië, 14 november 1971) is een voormalig Australisch internationaal cricketer. Gilchrist is een wicketkeeper en een linkshandig batsman. Hij staat bekend als een van de beste wicketkeepers ter wereld. Hij heeft vele records op zijn naam staan, waaronder het meest aantal wickets door een Australiër in het test-cricket. Hij maakte 17 century's in het test-cricket en 16 century's in ODI-wedstrijden, beide het record voor een wicketkeeper. Gilchrist is de enige speler die 100 zessen heeft geslagen in test-cricket.